# Hypodoxa muscosaria
Espèce
Hypodoxa muscosaria est un papillon de la famille des Geometridae originaire de l'est de l'Australie.
Il a une envergure d'environ 40 mm